# Deprogrammeren
Deprogrammeren is proberen de vermeende hersenspoeling van een sektelid ongedaan te maken. Omdat deprogrammeren tegen de wil van de betrokkene in gebeurt, is het in Nederland verboden, want er is sprake van wederrechtelijke vrijheidsberoving. Bovendien heeft het begrip hersenspoelen geen wetenschappelijke basis en is het gedachtegoed erachter verworpen door de American Psychological Association.

## Achtergrond
Zogeheten 'deprogrammeurs' of 'exit-counselors' worden vaak ingehuurd door familie en vrienden van sekteleden, waarvan men vermoedt dat ze gedwongen of geïndoctrineerd zijn door de groep, vaak met de theorie van hersenspoeling als rechtvaardiging.
Veel deprogrammeurs zijn zelf ex-sekteleden of hebben familie of vrienden die sekteleden zijn of waren. Men tracht de leden weer te leren zelf na te denken, en te doen inzien dat ze gehersenspoeld zijn. Dit gebeurt bij deprogrammeren ook onder dwang en vaak in gevangenschap.
Daarnaast werden ook gruwelverhalen van voormalige leden gebruikt als rechtvaardiging van het deprogrammeren van leden van de Verenigingskerk in de Verenigde Staten.

## Methoden
Men onderwerpt het sektelid aan marathonsessies, waarin voortdurend op hem of haar wordt ingepraat. Soms wordt gebruikgemaakt van videomateriaal, soms van lectuur. De deprogrammeurs proberen het sektelid ervan te overtuigen dat deze het slachtoffer is van manipulatieve indoctrinatie, en tracht de "vrije keuze" terug te winnen. De deprogrammeur rechtvaardigt zijn dwang met de bewering dat het sektelid niet meer in staat is uit eigen wil te handelen. Ramen in de "behandelkamer" zijn vaak dichtgetimmerd of betralied, zodat het sektelid niet kan ontsnappen of springen. Ook andere maatregelen worden genomen om te voorkomen dat het sektelid zelfmoord pleegt. Pas wanneer het sektelid zijn geloof afzweert, verklaart de deprogrammeur hem voor "genezen".
Nog een methode, door een deprogrammeur uitgelegd: deprogrammering is erop gericht om de keten van angst, schuld en zich herhalende gedachten te doorbreken en objectieve evaluatie te forceren van de niet onderzochte opvattingen die in de zich niet verzettende geest van het slachtoffer werden geïnjecteerd door de hersenspoelende activiteiten van sekteleiders nadat de gedragsketen was gevestigd. Het doel van de deprogrammeur is te onderzoeken wat iemand gelooft, niet hem een nieuw geloof op te dringen. Deprogrammering is neutraal en stimuleert de geest om ongebonden wilsbeschikking terug te krijgen, voor zover die verloren is gegaan door hersenspoelen. Een vaak gehoorde zinsnede van deprogrammeeractiviteit: jij hebt zelf recht op verdienste uit arbeid, zoals je water nodig hebt om te drinken, dat je dan kunt betalen met je verdienste want geld is beloning voor werk.

## Kritiek
Omdat deprogrammeren tegen de wil van de betrokkene in gebeurt (leden worden onder valse voorwendselen van de groep weggelokt of zelfs gewoon ontvoerd), is het in Nederland verboden, want er is sprake van wederrechtelijke vrijheidsberoving en een inbreuk op godsdienstvrijheid. Bovendien heeft het begrip hersenspoelen geen wetenschappelijke basis en is het gedachtegoed erachter verworpen door de American Psychological Association en geldt deprogrammeren derhalve als pseudowetenschap.
Deprogrammeurs beweren dat de sekte haar leden hun vrije wil heeft afgenomen, maar onderzoek toont aan dat veel leden aan hun bekering vrijwillig meewerken, voor hun bekering vaak (actief) op zoek waren naar een geloof. Leden die merken door wie de deprogrammeur betaald wordt, zullen soms na afloop nog sterker naar de sekte neigen en zich tegen hun ouders, familie en vrienden afzetten.

## Exitcounselors
Niet iedere ouder die zijn kind uit een sekte wil halen, zoekt contact met een deprogrammeur. Zij vinden de methodes vaak te grof en willen hun kind niet hieraan blootstellen. Een exit-counselor kan een alternatief zijn. Deze licht o.a. voor / geeft educatie over de mogelijke impact van destructieve controletechnieken en blijft in zijn of haar benadering, in tegenstelling tot sommige deprogrammeurs, altijd binnen de grenzen van de wet. Het eventuele slachtoffer moet er zelf mee akkoord gaan, en de exit-counselor zal hem duidelijk maken dat hij elk moment kan weggaan. Exitcounseling geschiedt dus, in tegenstelling tot deprogrammering, op vrijwillige basis. In veel gevallen is exitcounseling succesvol gebleken. In Europa is de exitcounseler nog niet zo'n bekend fenomeen in de hulpverlening als in de Verenigde Staten.